# Ludowice
Ludowice – wieś w Polsce położona w województwie kujawsko-pomorskim, w powiecie wąbrzeskim, w gminie Ryńsk. Siedziba sołectwa. Według podziału administracyjnego Polski obowiązującego w latach 1975–1998, miejscowość należała do województwa toruńskiego. Według Narodowego Spisu Powszechnego (III 2011 r.) liczyła 225 mieszkańców. Jest piętnastą co do wolności miejscowością gminy Ryńsk
W Ludowicach znajduje się niewykorzystywany już cmentarz ewangelicki.

## Znane osoby
Urodził się tutaj Konstanty Dombrowicz (ur. 1947), polski dziennikarz i samorządowiec; w latach 2002–2010 (2 kadencje) prezydent Bydgoszczy.